# جيمس سيمز
جيمس سيمز (بالإنجليزية: James Sims)‏ هو لاعب كرة قدم أمريكية أمريكي، ولد في 14 فبراير 1983 في فينيكس في الولايات المتحدة.

## وصلات خارجية
- جيمس سيمز على موقع مرجع كرة القدم المحترفة.كوم (الإنجليزية)